# Міка Алатало
Міка Антеро Алатало (фін. Mika Antero Alatalo; 11 червня 1971, м. Оулу, Фінляндія) — фінський хокеїст, правий нападник. 
Вихованець хокейної школи «Кярпят» (Оулу). Виступав за «КооКоо» (Коувола), «Лукко» (Раума), ТПС (Турку), ХК «Лулео», «Фінікс Койотс», «Тургау», «Герлев», «Валь-Пустерія Вулвз». 
В чемпіонатах НХЛ — 152 матчі (17+29), у турнірах Кубка Стенлі — 5 матчів (0+0). В чемпіонатах Фінляндії — 681 матч (196+203), у плей-оф — 78 матчів (21+19). В чемпіонатах Швеції — 95 матчів (33+28), у плей-оф — 12 матчів (2+3). 
У складі національної збірної Фінляндії учасник зимових Олімпійських ігор 1994 (7 матчів, 2+1), учасник чемпіонатів світу 1993, 1994 і 1998 (22 матчі, 3+1). У складі молодіжної збірної Фінляндії учасник чемпіонатів світу 1989, 1990 і 1991. У складі юніорської збірної Фінляндії учасник чемпіонату Європи 1989.
Досягнення
- Бронзовий призер зимових Олімпійських ігор (1994)
- Срібний призер чемпіонату світу (1998)
- Чемпіон Фінляндії (1995, 1999), срібний призер (1996, 2004), бронзовий призер (1994)
- Срібний призер чемпіонату Швеції (1997)
- Бронзовий призер юніорського чемпіонату Європи (1989).

Тренерська кар'єра
- Помічник головного тренера ТПС (Турку) (2010—11, СМ-ліга)